# Norymberskie Targi Zabawek
Norymberskie Targi Zabawek (niem. Nürnberger Spielwarenmesse) – targi zabawek odbywające się w Norymberdze, uznawane za największe na świecie. Są dostępne tylko dla specjalistów z branży zabawek, przedstawicieli prasy i zaproszonych gości. Organizatorem targów jest „Spielwarenmesse eG” z siedzibą w Norymberdze. Zwykle odbywają się na początku lutego i trwają 6 dni. W 2011 roku na targach zaprezentowało się ok. 2700 wystawców z 60 państw. Targi odwiedziło ok. 79 tys. osób, z czego 54% pochodziło z zagranicy.

## Grupy produktów
Podczas targów produkty są wystawiane w następujących działach:
- budowa modeli, artykuły hobbystyczne
- kolejki i akcesoria
- zabawki techniczne, zabawki edukacyjne, zabawki akcji
- lalki, zabawki pluszowe
- gry, książki, nauka & eksperymentowanie, multimedia
- artykuły świąteczne i okazjonalne, akcesoria karnawałowe
- zabawki drewniane, rzemiosło artystyczne, artykuły upominkowe
- artykuły związane z kreatywnym spędzaniem czasu
- sport, czas wolny, zabawa na zewnątrz
- artykuły szkolne, artykuły piśmiennicze
- artykuły dla niemowląt i małych dzieci
- grupa wielobranżowa

## ToyAward
Każdego roku podczas targów nowości targowe wyróżniane są nagrodą „ToyAward”. Wyróżnione produkty odróżniają się od innych nowości wysokim stopniem innowacyjności, koncepcją produktu, jego kreatywnością oraz pomysłowością w możliwościach zabawy. W 2011 roku jury złożone z przedstawicieli branży ogłosiło zwycięzców w pięciu kategoriach:
- Baby&Infant
- PreSchool
- SchoolKids
- Teenager&Family
- SpecialAward (temat zmieniający się każdego roku, w 2011 roku był to GreenToys)

## Global Toy Conference
Podczas targów Spielwarenmesse, w ostatnim dniu targowym, odbywa się Global Toy Conference. Kongres zabawkarski podejmuje zagadnienia dotyczącego przyszłości handlu zabawkami, jak też przyszłości przemysłu zabawkarskiego, a także zrównoważonego rozwoju, bezpieczeństwa zabawek, marketingu online i skutecznej sprzedaży w Internecie.

## Spielwarenmesse eG
Organizatorem targów jest spółdzielnia „Spielwarenmesse eG”. Została ona założona 11 lipca 1950 r. pod nazwą „Deutsche Spielwaren-Fachmesse eGmbH” przez łącznie 46 firm. W roku 1958 zmieniła nazwę na „Spielwarenmesse eGmbH”, a w roku 1973 na „Spielwarenmesse eingetragene Genossenschaft”. Organami spółdzielni są zarząd, rada nadzorcza i walne zgromadzenie.
W roku 2010 Spielwarenmesse eG powołała, posiadając sto procent udziałów, spółkę-córkę „Spielwarenmesse (Shanghai) Co., Ltd.”. Oddział w Szanghaju zajmuje się chińskimi wystawcami obecnymi na targach w Norymberdze. Na całym świecie Spielwarenmesse eG jest reprezentowane przez swoich przedstawicieli w poszczególnych krajach, którzy na miejscu kontaktują się z wystawcami i specjalistami odwiedzającymi targi.

## Galeria

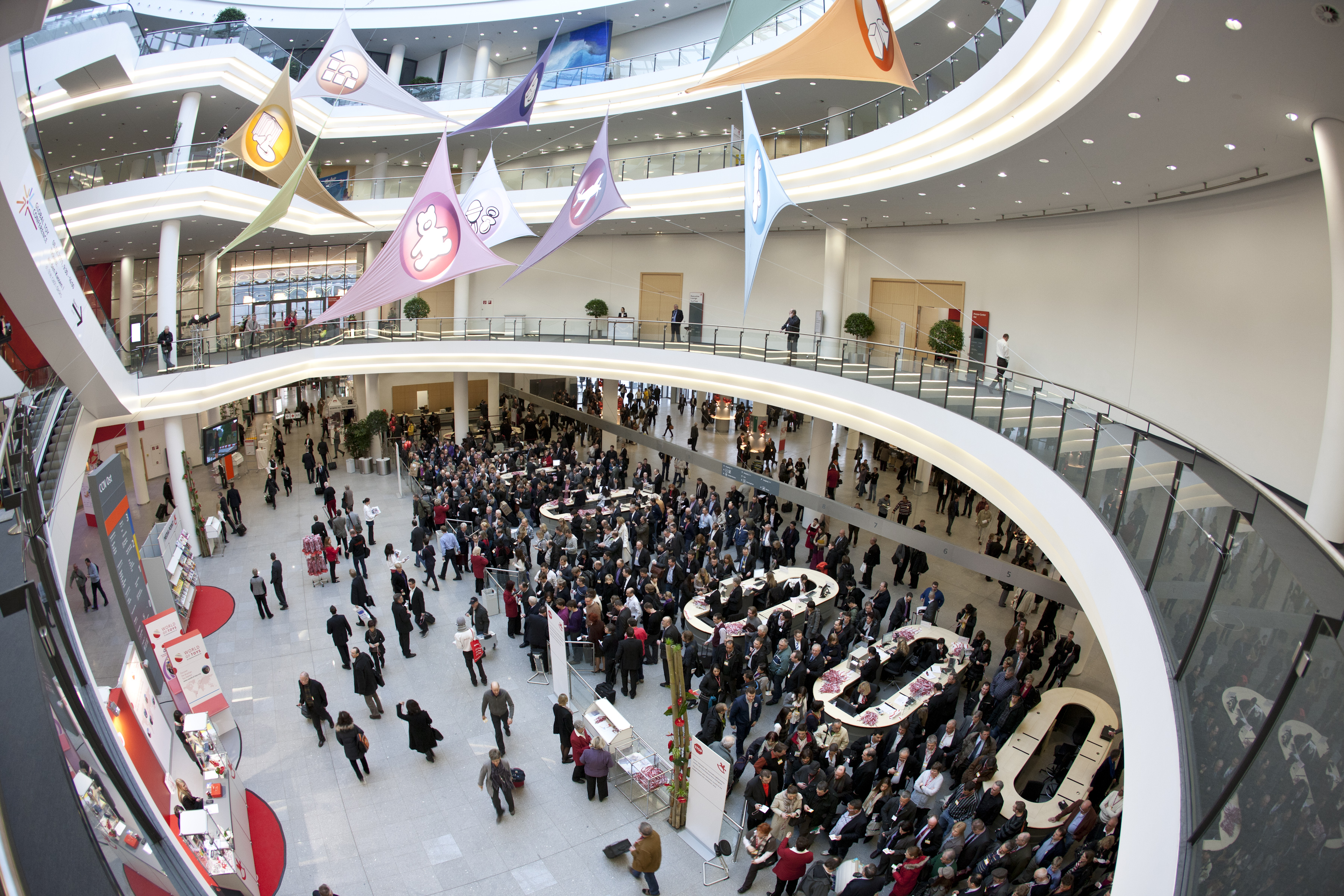
Fairground
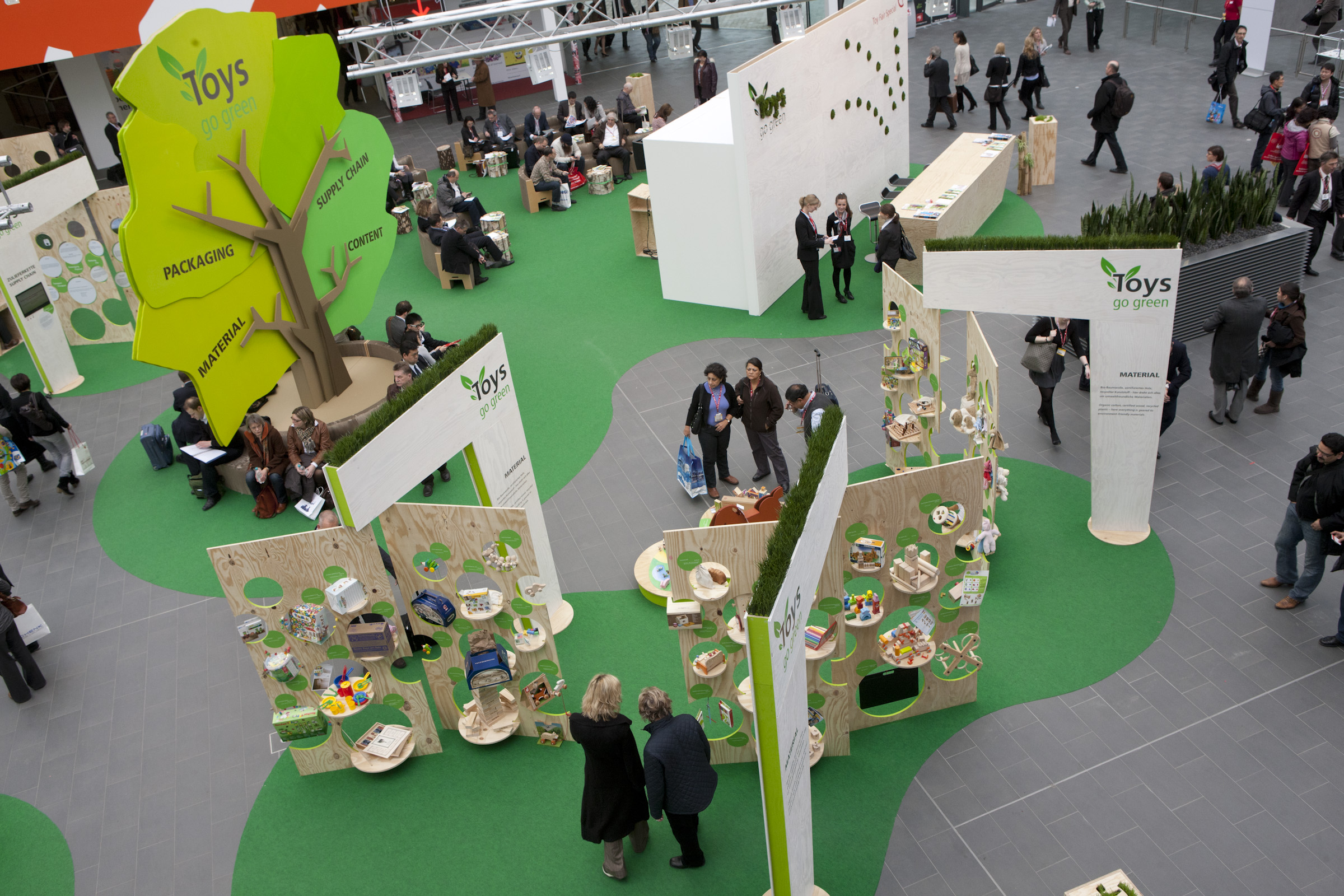
Toys go Green!
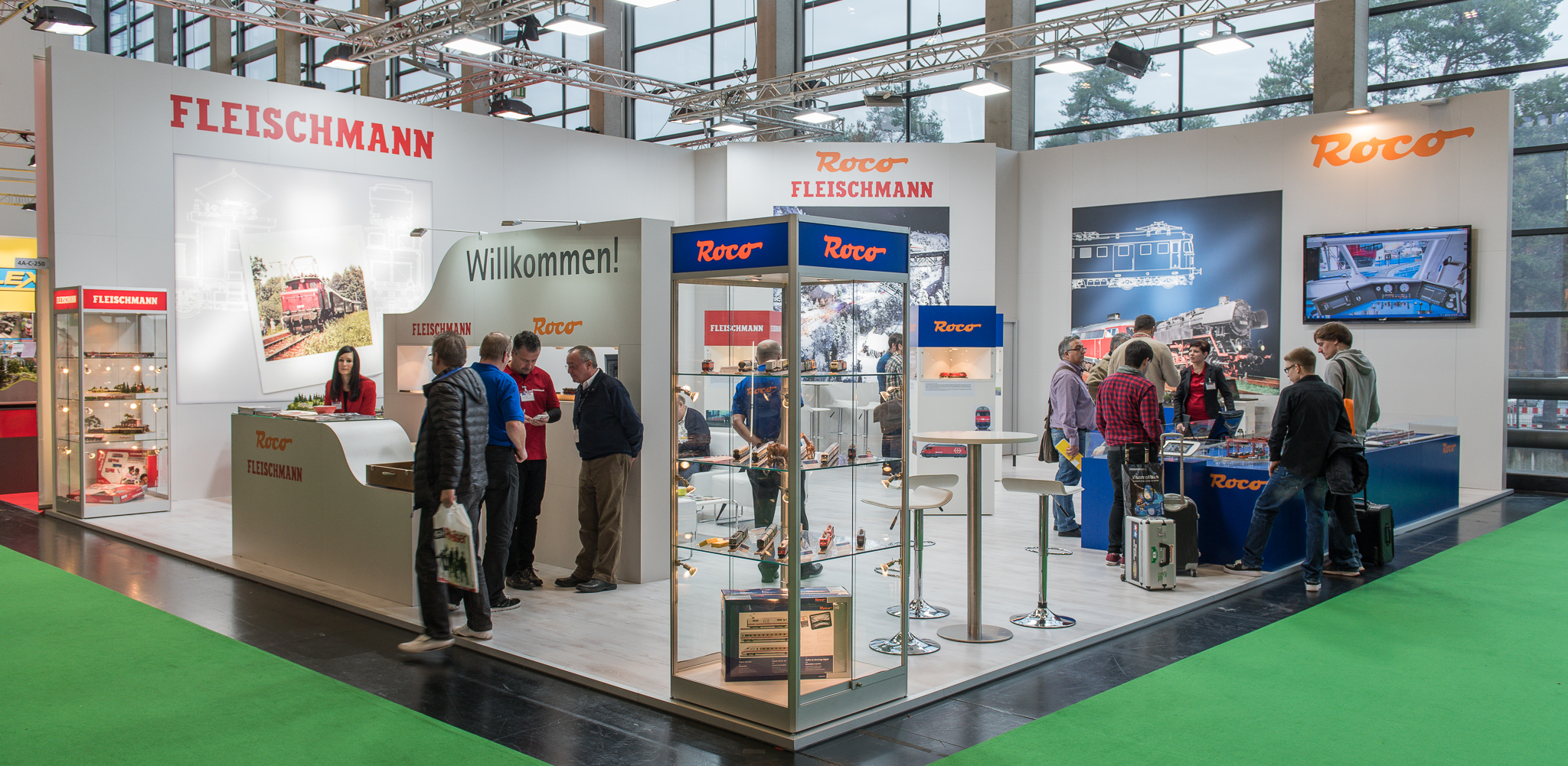
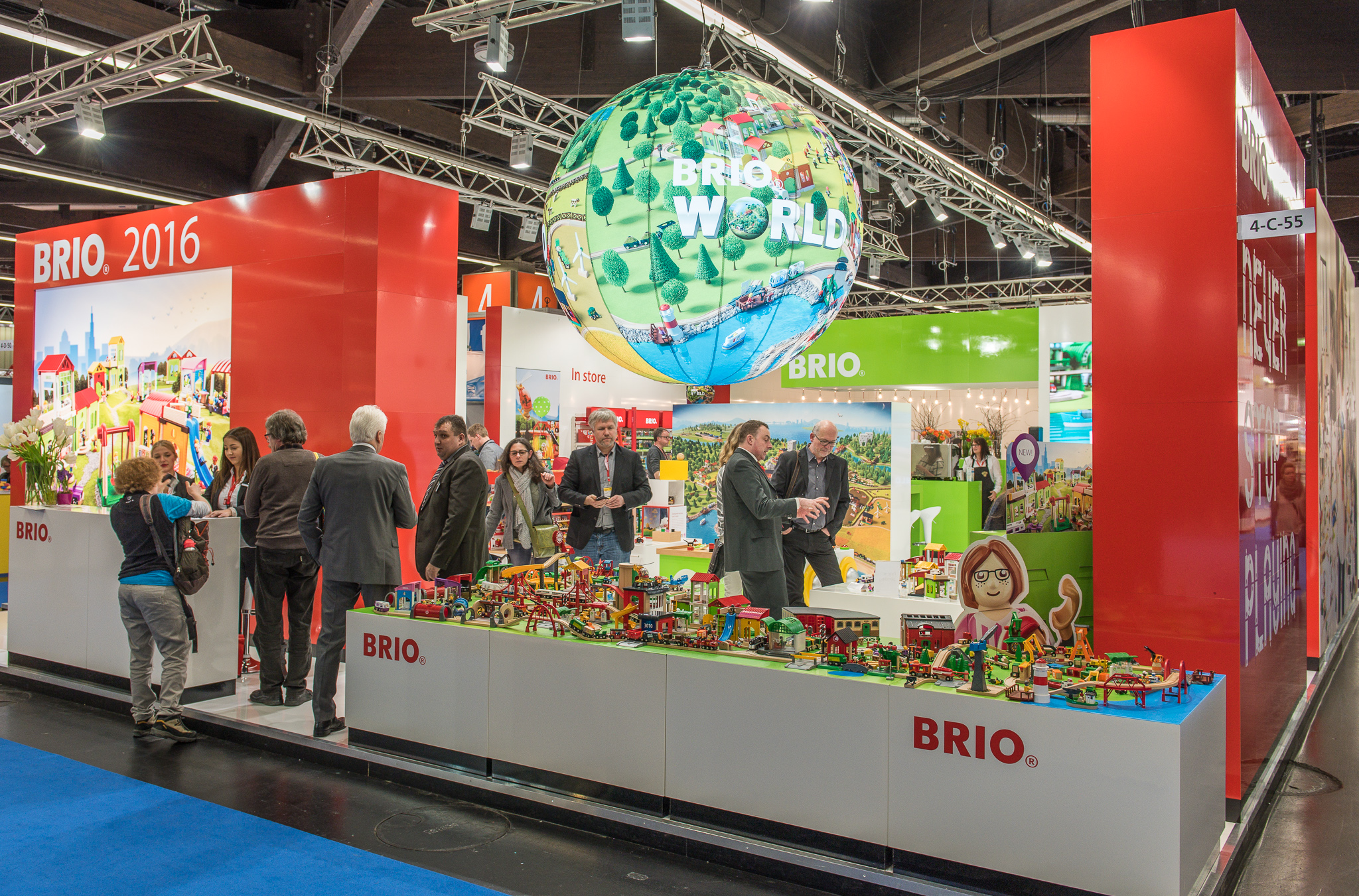